# Pierre et Jean (téléfilm, 1973)
Pour les articles homonymes, voir Pierre et Jean (homonymie).
Pierre et Jean est un téléfilm français réalisé par Michel Favart, adapté au roman naturaliste de Guy de Maupassant et diffusée le 14 février 1973. Le film essaie tant bien que mal de rendre compte le plus fidèlement possible de la réalité observée par l'auteur.

## Synopsis
Après des études à Paris les deux fils de M. et Mme Roland, Pierre, l'aîné, médecin et Jean, avocat, décident de s'installer dans la ville du Havre. Cependant, une somme d'argent laissée en héritage au cadet par un ami de la famille, M. Maréchal, renforce la rivalité entre les deux frères, opposés physiquement et moralement.
La suite des événements diffère de très peu de celle du roman mais le contenu reste inchangé.

## Distribution
- François Marthouret : Pierre
- Jean-Pierre Duperray : Jean
- Blanchette Brunoy : Louise Rolland
- Pierre Doris : Jérôme Rolland
- Marianne Eggerickx : Mme Rosémilly
- Henri Virlojeux : Marowko
- Françoise Vercruyssen : La fille de la brasserie
- Liliane Sorval : Alphonsine
- Nicole Dubois : Joséphine
- Sylvie Herbert : La concierge
- Alexandre Rignault : Beausire
- Fernand Guiot : Maître Canu